# Szadź

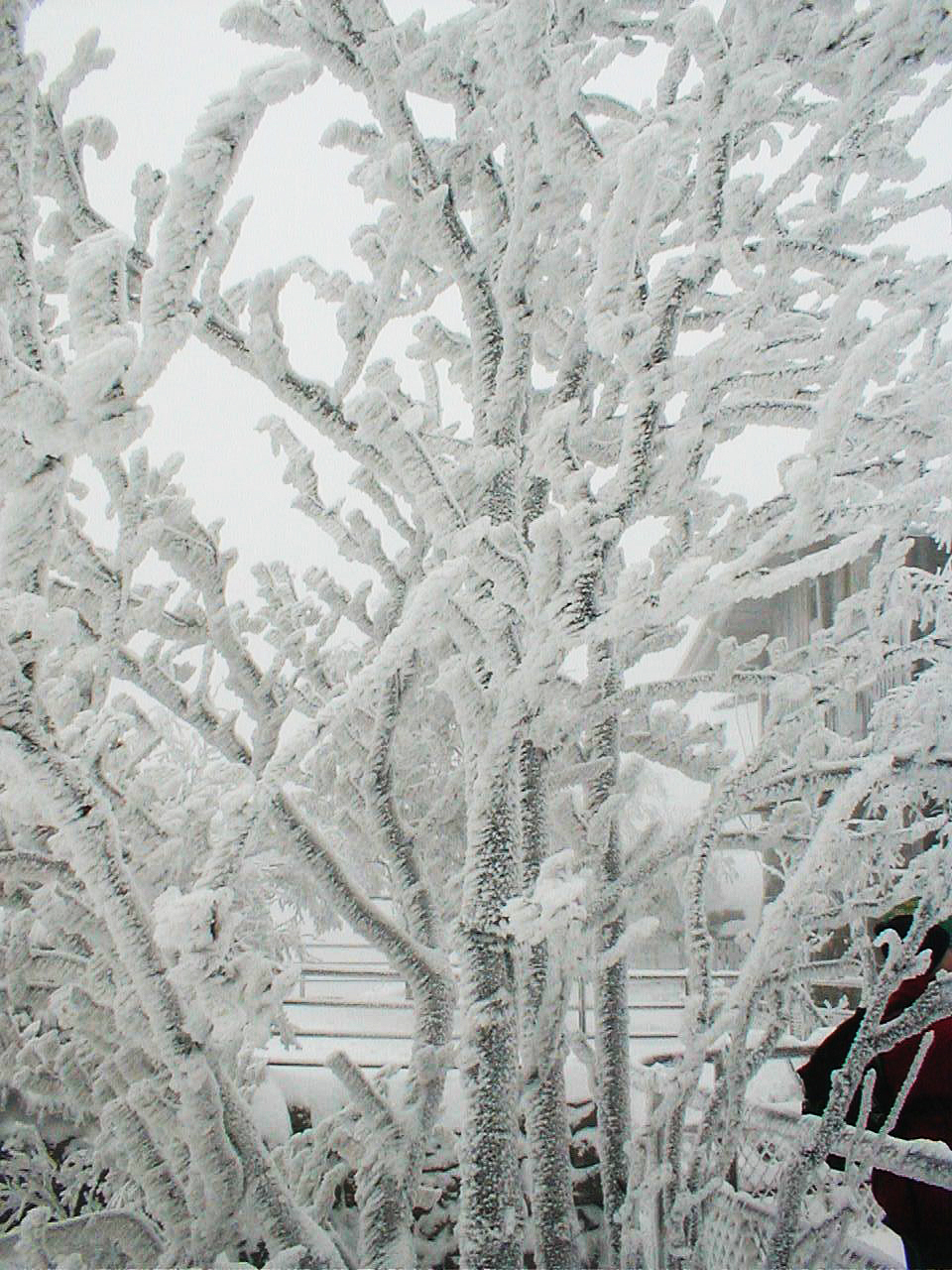
Szadź na szczycie Szczelińca Wielkiego

Szadź  (sadź) – osad lodu powstający przy zamarzaniu małych, przechłodzonych kropelek wody (mgły lub chmury) w momencie zetknięcia kropelki z powierzchnią przedmiotu lub powierzchnią wcześniej narosłej szadzi. Składa się ze zlepionych kryształków lodu, narastając niekiedy do stosunkowo znacznych grubości. Osadzająca się na gałęziach drzew może powodować ich łamanie się. 
Na gruncie i w pobliżu gruntu szadź osadza się na przedmiotach po stronie nawietrznej – na ich krawędziach i miejscach ostro zakończonych. W atmosferze swobodnej szadź może występować na nawietrznych częściach samolotu.
Szadź jest mylona ze szronem. Różnica polega przede wszystkim na tym, że szron składa się z małych igiełek lodowych, które mogą się rozgałęziać, jednak nie tworzą bryły, natomiast szadź  tworzą pozlepiane ze sobą kryształki lodu.   
Wyróżnia się szadź miękką i szadź twardą. Szadź miękka (i jej formy pośrednie z gołoledzią) powstaje, gdy krople przechłodzonej mgły zetkną się z ciałem stałym i, zanim zamarzną, zdążą częściowo rozpłynąć się. Szadź ta zawiera pewną ilość lodu bezpostaciowego. Szadź twarda oraz formy pośrednie ze szronem powstają, gdy krople dotykające już utworzonej szadzi lub szronu nie zdążą rozpłynąć się przed zamarznięciem. Szadź ta zawiera w swojej strukturze miejsca wypełnione powietrzem.
symbol przewidziany dla szadzi miękkiej i twardej.
mgła osadzająca szadź niebo widoczne, niebo niewidoczne.

## Galeria

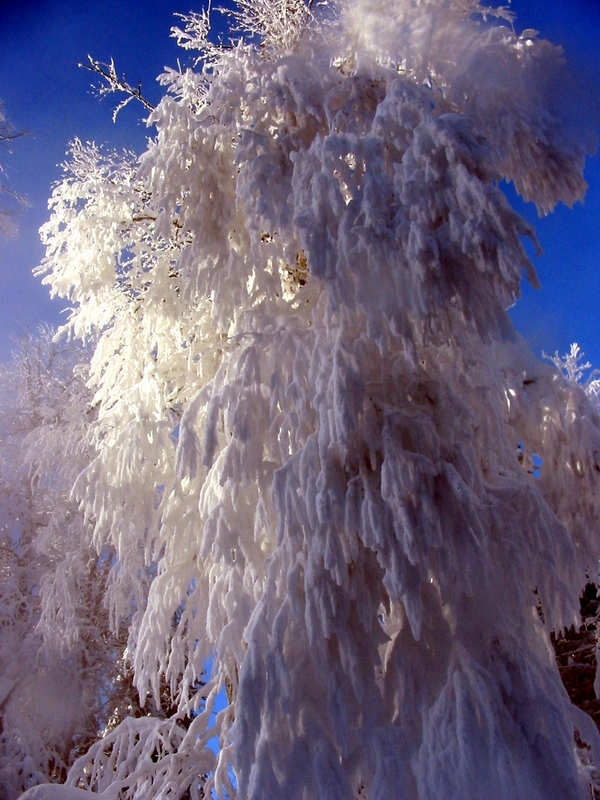
Szadź na drzewie. Zdjęcie zrobiono od strony osiadania szadzi
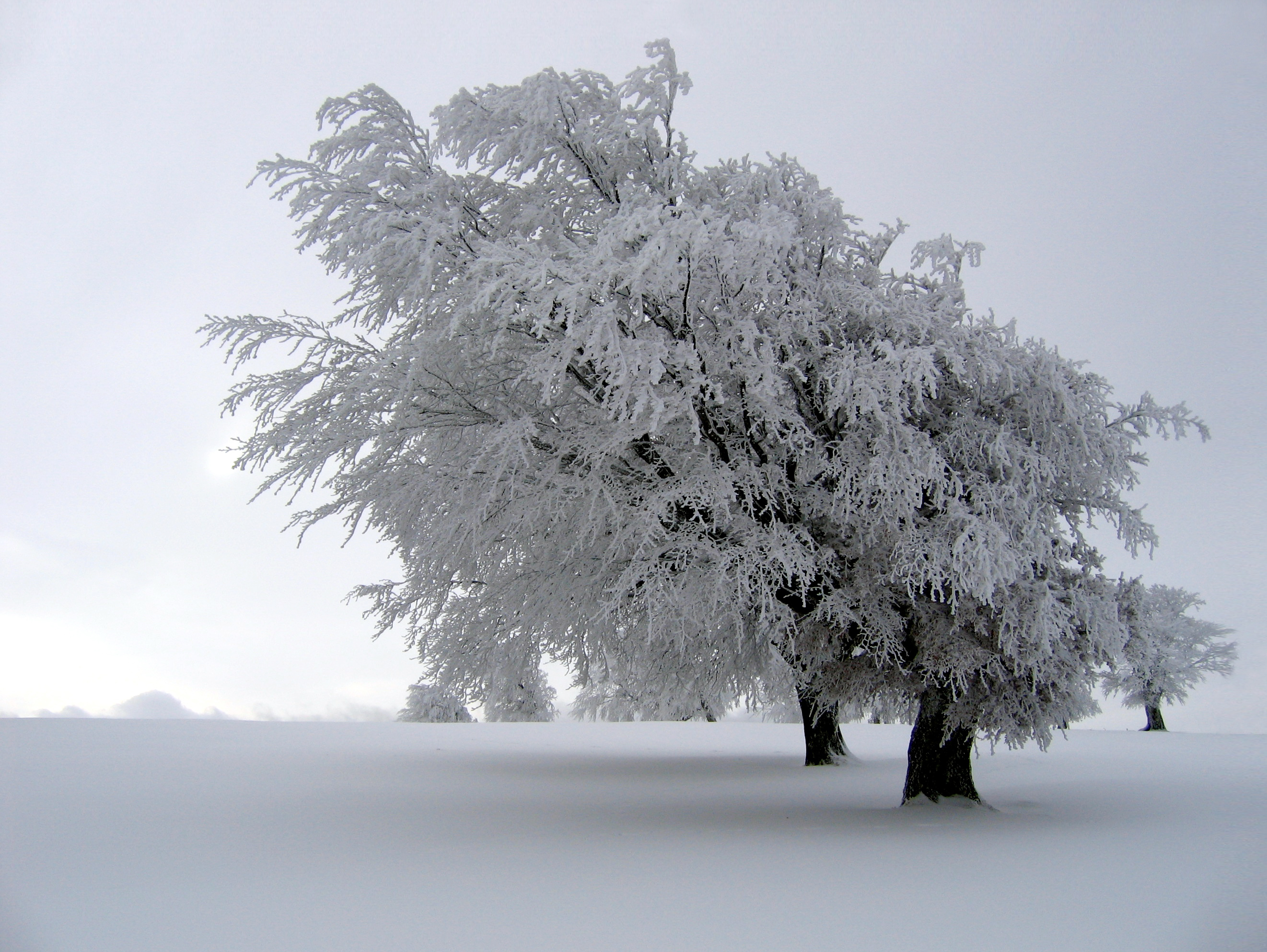
Szadź na drzewach
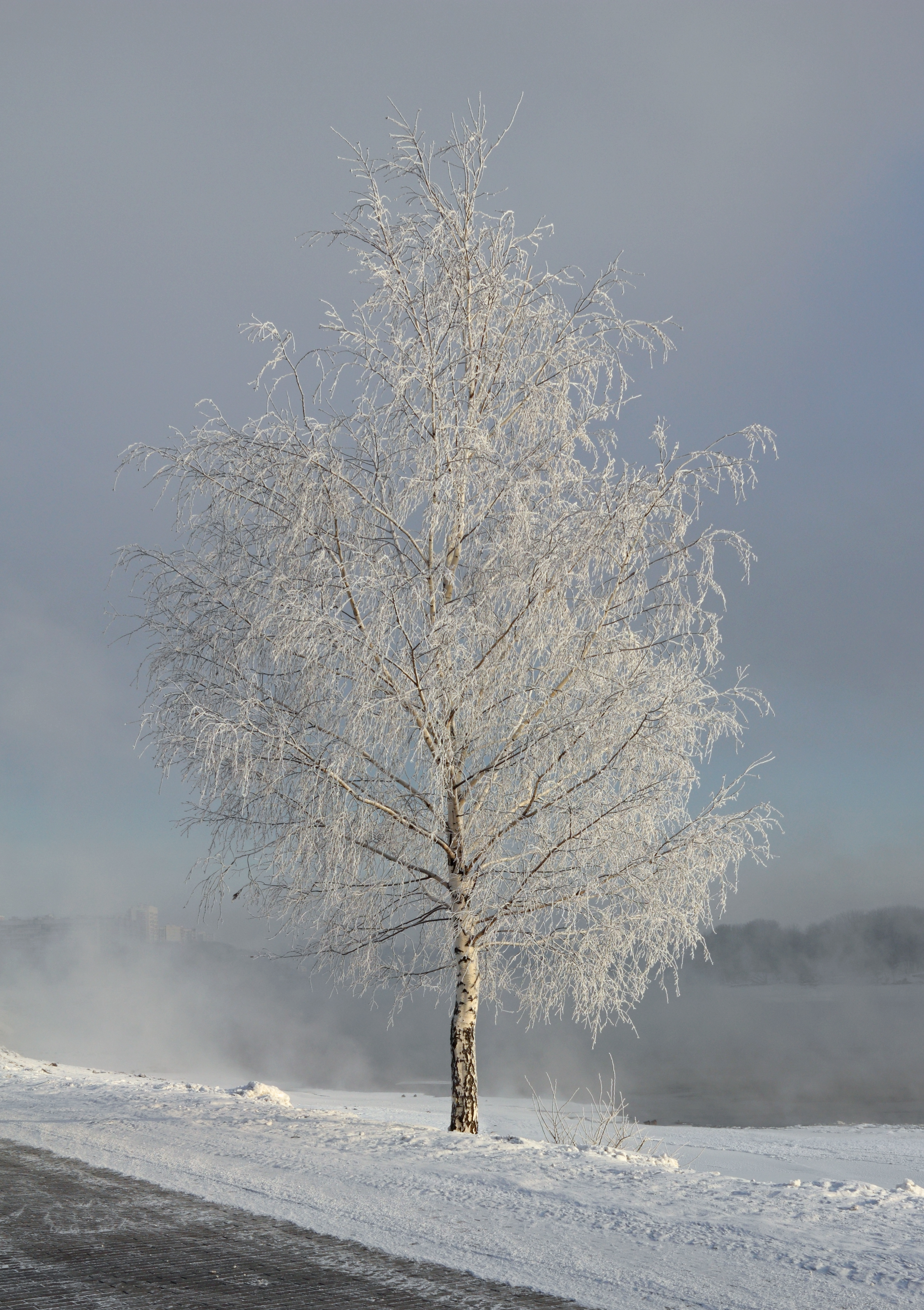
Brzoza okryta szadzią